# Sant Josep de Santa Cristina d'Aro
Sant Josep de Santa Cristina d'Aro és una església historicista de Santa Cristina d'Aro (Baix Empordà) inclosa a l'Inventari del Patrimoni Arquitectònic de Catalunya.

## Descripció
Església d'una sola nau amb coberta a dues aigües i un absis a la part posterior. Tant la façana com l'interior es troben decorats amb estil historicista. L'edificació es troba unida al mas Sant Josep mitjançant un cos de comunicació.

## Història
El conjunt, atribuït a l'arquitecte Joan Martorell, fou bastit a la fi del segle xix.